# Алан (Тюлячинский район)
Ала́н (тат. Алан) — село в Тюлячинском районе Татарстана. Административный центр Аланского сельского поселения.

## География
Расположено в Западном Предкамье на реке Тямтибаш, в 11 км к юго-западу от села Тюлячи. Высота над уровнем моря — 81 м.

## История
Село известно с 1654 года как деревня Аланка. Местные жители занимались скотоводством, земледелием, портняжным промыслом, в XVIII — первой половине XIX века относились к государственным крестьянам.
По сведениям 1859 года, в Алане была мечеть.
По сведениям переписи 1897 года, в деревне Аланка Лаишевского уезда Казанской губернии жили 983 человека (474 мужчины и 509 женщин), из них 980 мусульман.
В начале XX века здесь функционировали 2 мечети, медресе, водяная мельница, крупообдирка, 8 мелочных лавок. В этот период земельный надел сельской общины составлял 1284,5 десятины.
До 1920 года село находилось в составе Ключищенской волости Лаишевского уезда Казанской губернии, с 1920 года находилось в Лашевском, с 1927 года — в Арском кантоне Татарской АССР. С 10 августа 1930 — в Сабинском, с 10 февраля 1935 — в Тюлячинском, с 12 октября 1959 — вновь в Сабинском, с 4 октября 1991 года — в восстановленном Тюлячинском районе.

## Население
| 1782 | 1859 | 1897 | 1908 | 1920 | 1924 | 1926 | 1938 | 1949 | 1958 | 1970 | 1979 | 1989 | 2000 |
| ---- | ---- | ---- | ---- | ---- | ---- | ---- | ---- | ---- | ---- | ---- | ---- | ---- | ---- |
| 60   | 641  | 983  | 1330 | 1388 | 1259 | 1238 | 1061 | 944  | 805  | 818  | 772  | 585  | 567  |

| 2013 | 2015 |
| ---- | ---- |
| 497  | ↘483 |

Национальный состав села — татары.

## Экономика
Полеводство, мясо-молочное скотоводство.

## Инфраструктура
В селе имеются агролицей, библиотека и дом культуры.

## Религия
Мечеть.